# Kathedrale von Durham

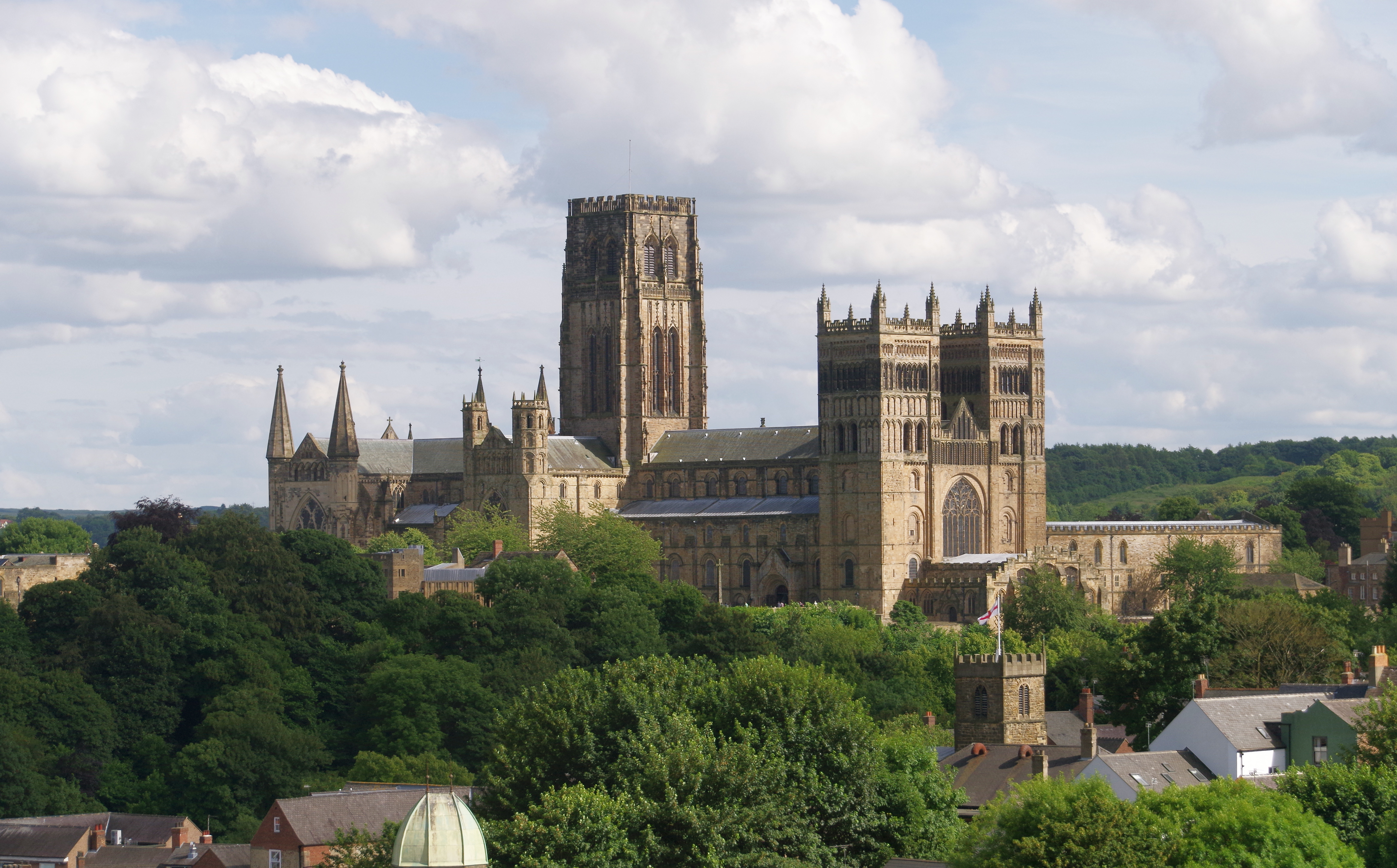
Durham Cathedral aus Nordwesten

Die Durham Cathedral, oder The Cathedral Church of Christ, Blessed Mary the Virgin and St Cuthbert of Durham, so der vollständige Name, ist eine Kathedrale der Church of England in der Stadt Durham im Nordosten Englands. Sie gehört zum UNESCO-Welterbe.
2019 wurde die Kathedrale von Durham von rund 727.000 Personen besucht. 2024 betrug die Besucherzahl etwa 393.000 Personen.

## Lage und Struktur
Die Kathedrale liegt zusammen mit der Altstadt und der Burg von Durham auf einem hoch aufragenden Felsen in einer Schleife des Flusses Wear. Mit einer Länge von 143 m nimmt sie die gesamte Breite des Felsens ein. Der Haupteingang befindet sich auf der Nordseite des Hauptschiffs (früher der Eingang für Laien). An die Südseite schließt sich der frühere Klosterbezirk der Benediktinerabtei mit dem Kreuzgang an.

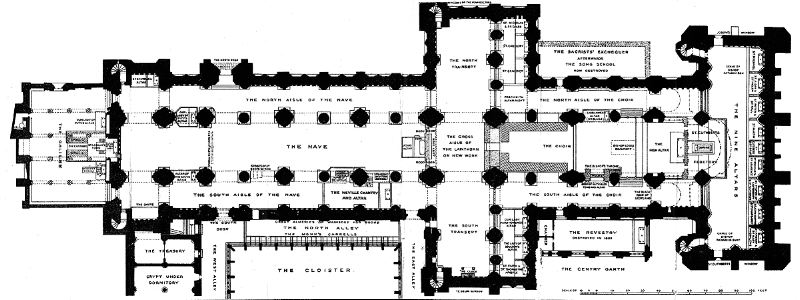
Grundriss der Kathedrale von Durham

Architektonisch ist sie eine abgesehen von Anbauten vollständig eingewölbte dreischiffige Kreuzbasilika mit zweischiffigem Querhaus (aus einem Hauptschiff und nur einem, östlich der Vierung gelegenen, Seitenschiff). Über das Niveau der Gewölbe des Mittelschiffs und der Hauptschiffe des Querhauses hinaus ragt der Kirchenraum auch in den Vierungsturm und empfängt Licht aus dessen Fenstern. Diese vertikale Ausdehnung ist durch ein Sterngewölbe abgeschlossen.
Die Kirche hat drei große quadratische und acht kleinere Türme: Nicht ganz so hoch wie der Vierungsturm ist das Turmpaar am Westende des Langhauses. Darüber hinaus gibt es kleine Türme an den Außenecken der Querhausarme, der achteckige westliche jeweils etwas dicker als der quadratische östliche. Diese sieben Türme haben flache Dächer. Die Türme an den vier Ecken der östlich an den Chor angebauten gotischen Kapelle der Neun Altäre sind achteckig und tragen spitze Turmhelme.

## Geschichte

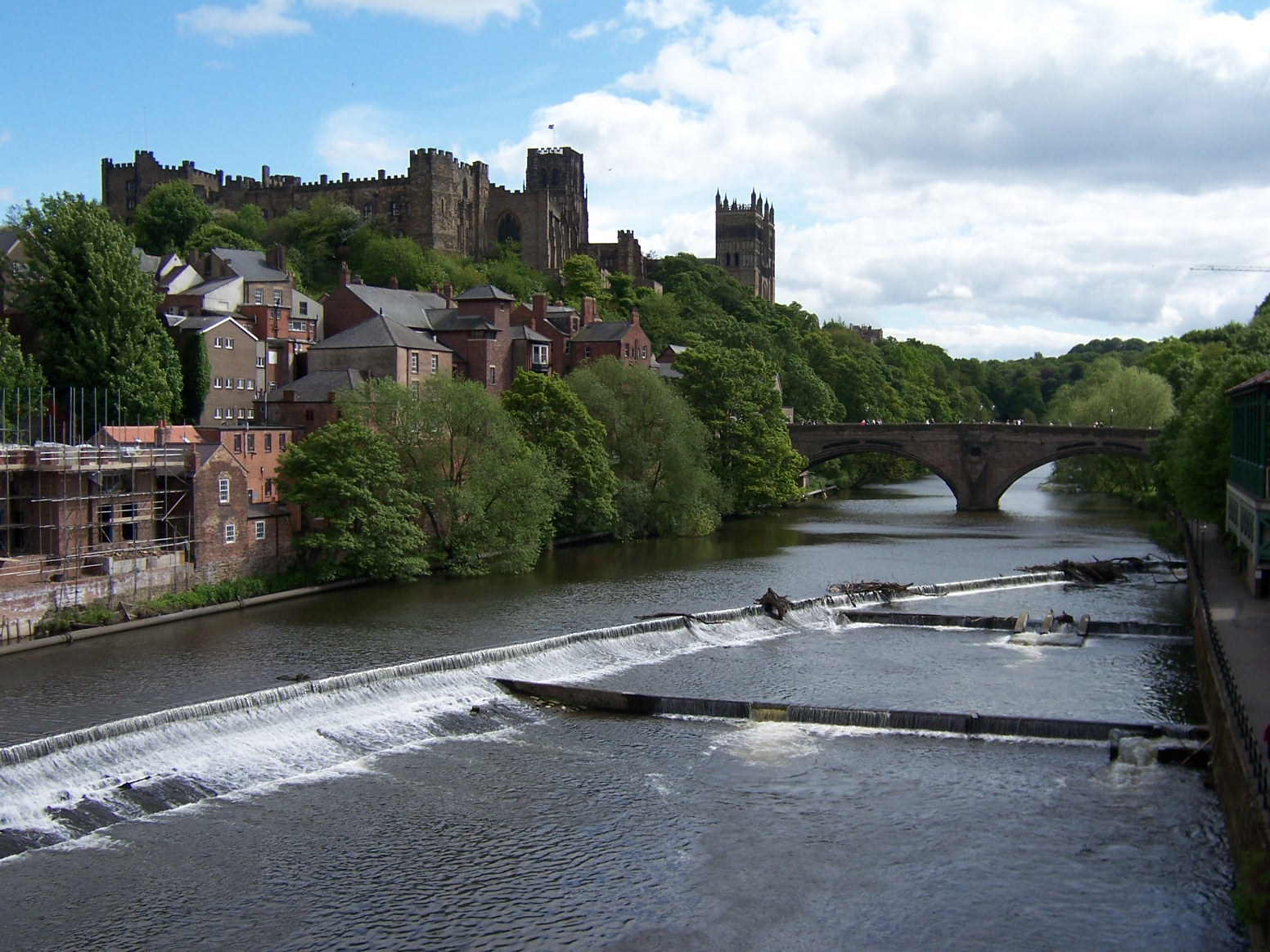
Links die Burg, rechts die Kathedrale, vorne: River Wear

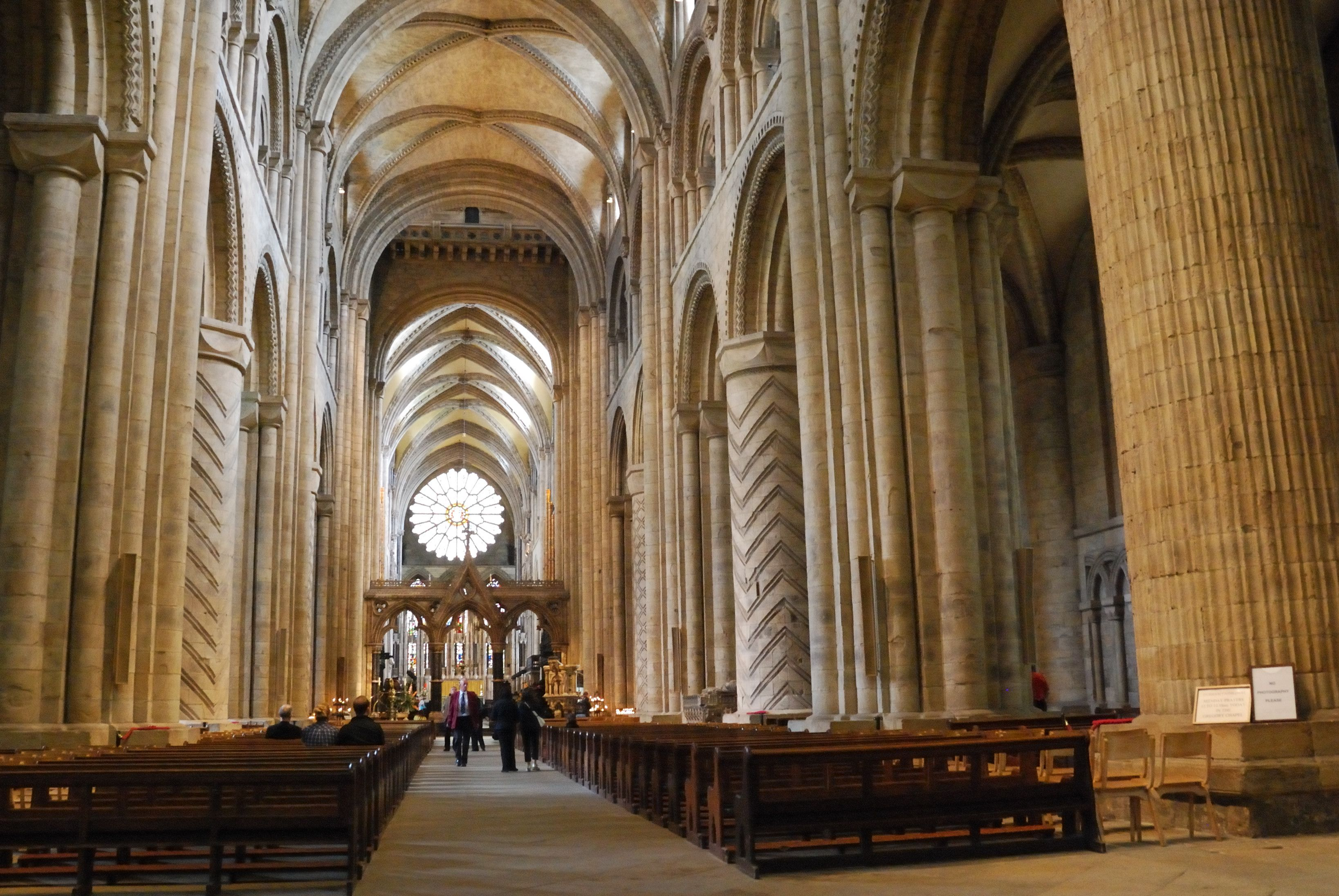
Langhaus zum Chor

### Romanik
Es existierte ein Vorgängerbau aus angelsächsischer Zeit, von dem aber oberirdisch heute nichts mehr zu sehen ist. Der Grundstein der heutigen Kathedrale wurde unter dem ersten Fürstbischof William of St Calais am 10. August 1093 gelegt und der Bau unter seinem Nachfolger Ranulf Flambard fortgesetzt. Die gesamte Anlage diente zusammen mit dem mit ihr verbundenen Kloster und ihrer Position auf einer schwer angreifbaren Anhöhe in einer Flussschleife als Bollwerk Northumbrias gegen die Schotten. Gleichwohl war der schottische König Malcolm III., Sieger über Macbeth, bei der Grundsteinlegung als Ehrengast anwesend.
Der dreischiffige Chor wurde 1093 begonnen. Er ist 40 m lang. Von der ursprünglichen Einwölbung sind nur die Kreuzrippengewölbe der Seitenschiffe erhalten. Sie werden als die ältesten Kreuzrippengewölbe überhaupt gepriesen, können aber wenige Jahre jünger sein als die – längst nicht so eleganten, aber eindeutig spitzbogigen – der Abtei Moissac in Südfrankreich. Längsrechteckige Joche werden durch überhöhte Gurtbögen begrenzt, elliptische Rippen stehen auf rechtwinkligen Diensten. Die Strebepfeiler zur Stützung des Mittelschiff-Gewölbes sind in den Emporen unter dem Dach verborgen.
Das 22 m hohe und 61 m lange Mittelschiff erhielt einen ausgeprägten Stützenwechsel. Reich profilierte Pfeiler, 6,60 m hoch und mit einem Umfang von ebenfalls 6,60 m, wechseln mit kräftigen Rundsäulen, beide mit schlichten Würfelkapitellen. Die Schäfte sind plastisch gemustert anstelle der sonst üblichen Bemalung. Die gesamte Arkadenmauer hat eine Stärke von über zwei Metern.
Zwischen 1128 und 1133 entstand im Langhaus von Durham ein dreiteiliger Lichtgaden mit verzierten Bogen und einem Laufgang und gleichzeitig die Kreuzrippengewölbe über Doppeljochen. Die Rippen lagern auf Konsolen (Köpfe) und sind wie die Gurte vom normannischen Zickzackstab begleitet.

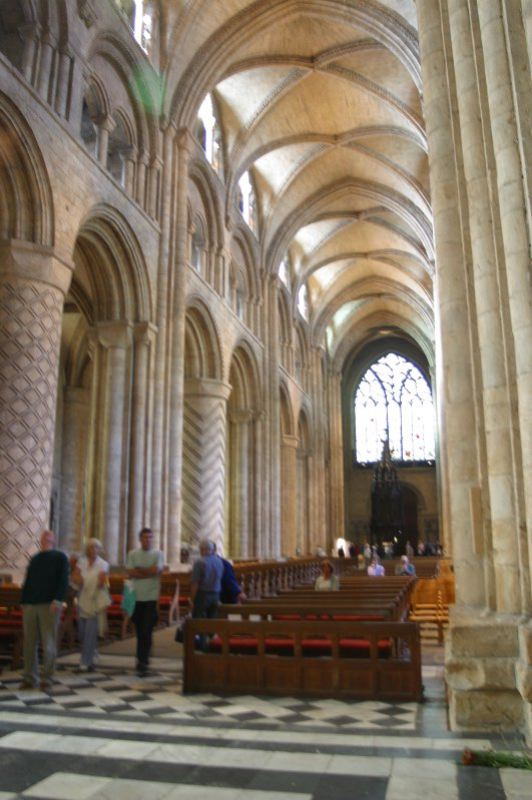
Kirchenschiff nach Westen

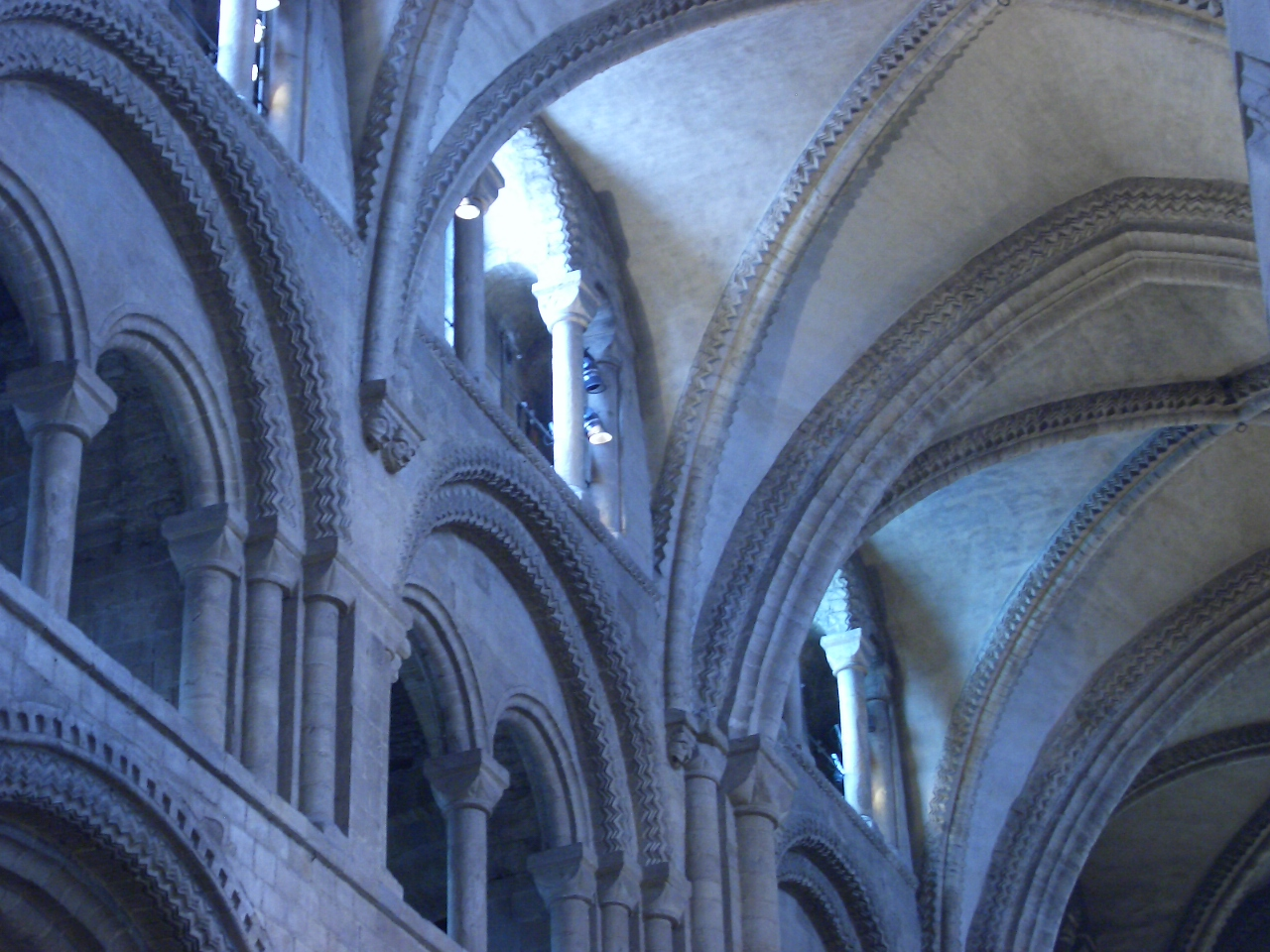
Gewölbe, doppelwandige Obergadenzone, Empore

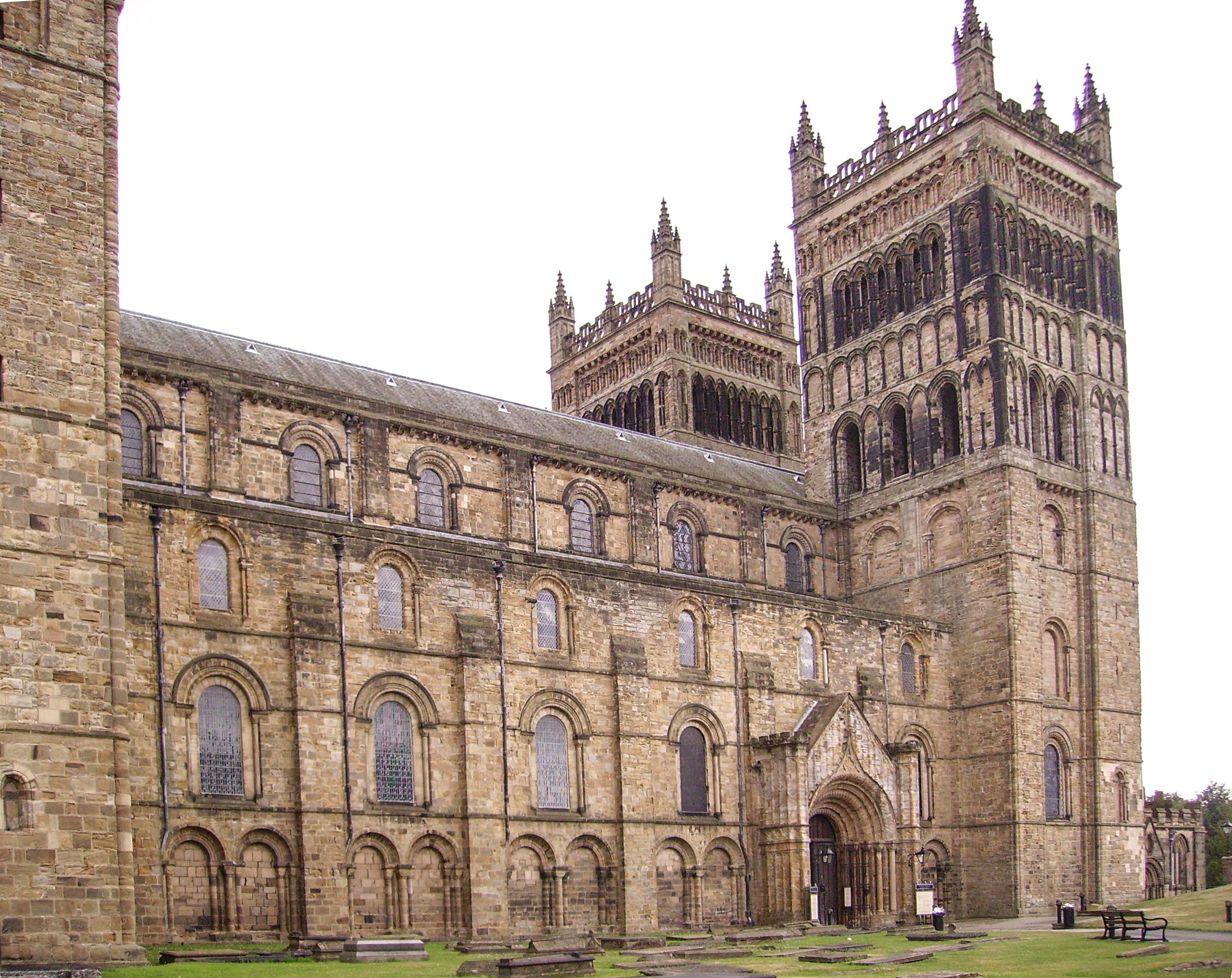
Langhaus und Westtürme von Norden

Das Langhaus zeigt in seiner ornamentalen Gestaltung ganz neuartige Formen. Die Reichhaltigkeit der Schmuckformen geht weit über das damals auf dem Festland übliche hinaus. Zickzack-Muster begleiten alle Bögen, Gurte und Rippen. Schmale Kanneluren, Rauten etc. beleben die Oberflächen der Stützen. Dieser Schmuckreichtum ist typisch normannisch und bestimmte auch die weitere Entwicklung der englischen Architektur.
Das Datum der Fertigstellung der ersten Bauphase ist nicht genau überliefert. Es werden die Jahre 1130 oder 1133 angegeben. Die für den Bau verantwortlichen Bischöfe sind im 1140 erbauten Kapitelhaus der Kathedrale auf der dem Kloster gegenüberliegenden Seite begraben. Auch das Kapitelhaus besitzt Kreuzrippengewölbe. Die Apsis wurde später erneuert.
1175–1189 wurde die Galilee Chapel (Galiläa-Kapelle), ähnlich einem Narthex, vor die Westseite der Kirche gesetzt. Hier befindet sich das Grab des Beda Venerabilis. Der Name leitet sich vermutlich von Prozessionen ab, die Stationen des Leidensweges Christi darstellten und hier begannen, so wie Christus seinen Leidensweg in Galiläa begann. In der Zeit, als die Kathedrale zugleich Klosterkirche war, war das einer der wenigen Orte, wo sich in der Kirche auch Frauen aufhalten durften. Die Kapelle erinnert mit ihren vier Reihen zu je drei Bögen über 12 schlanken Säulenbündeln an Moschee-Hallen. Das eher provisorisch wirkende Dach stammt aus dem 19. Jahrhundert, nachdem der Abriss dieses Gebäudeteils nach Protesten nur knapp verhindert werden konnte. Jedoch war, im Gegensatz zu der gänzlich eingewölbten Basilika, die Decke der Kapelle auch im Mittelalter aus Holz, es gibt keine Ansätze steinerner Gewölbe.

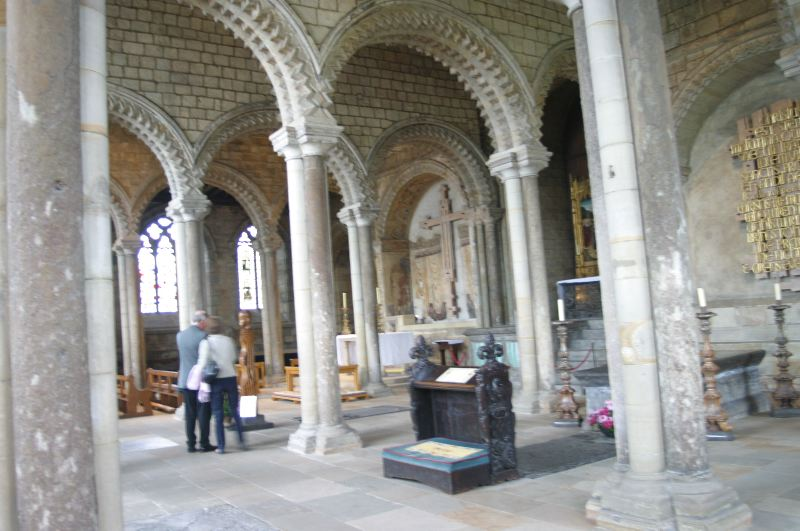
Galiläa-Kapelle
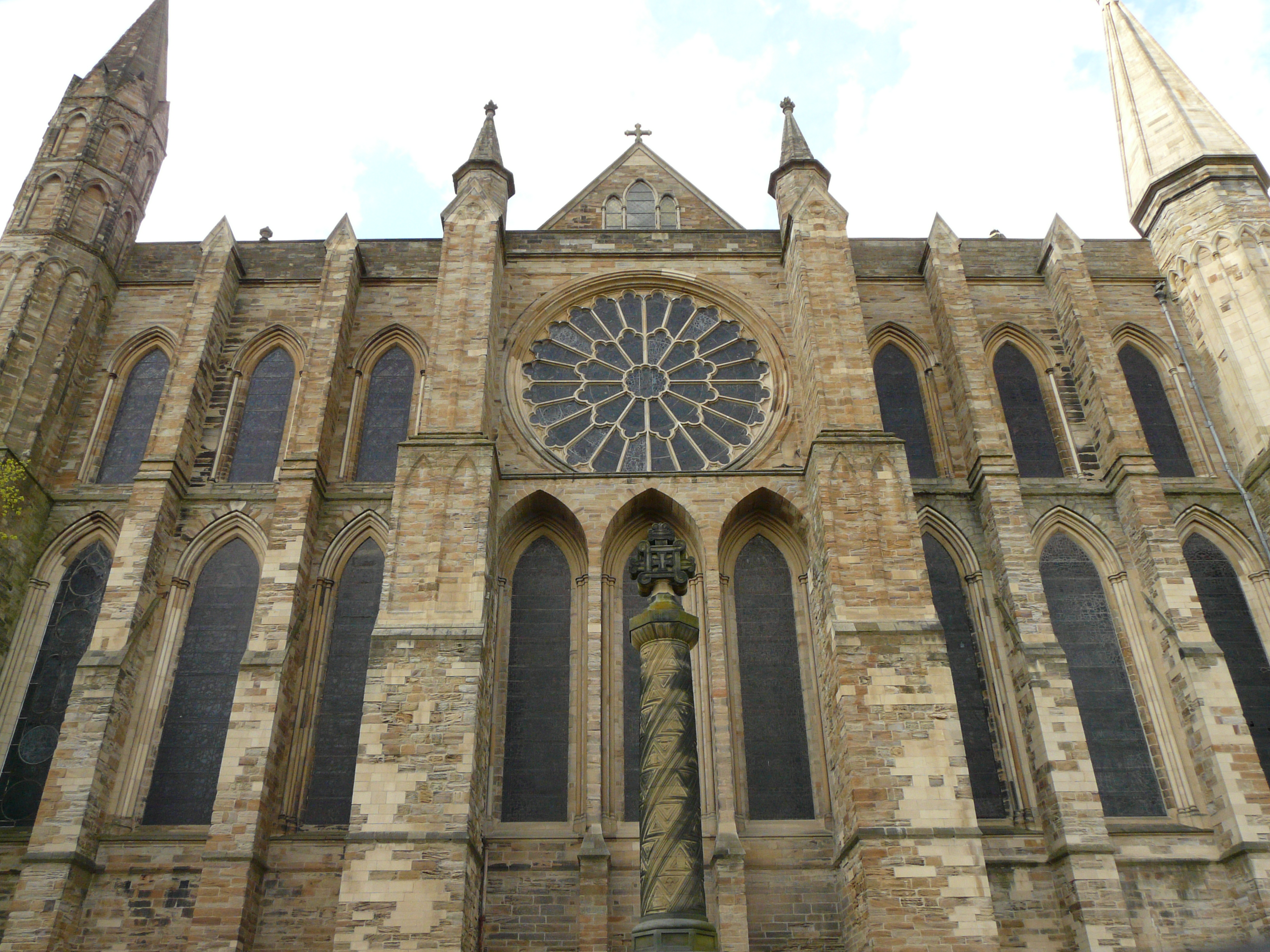
Ostfassade des Chors

### Gotik

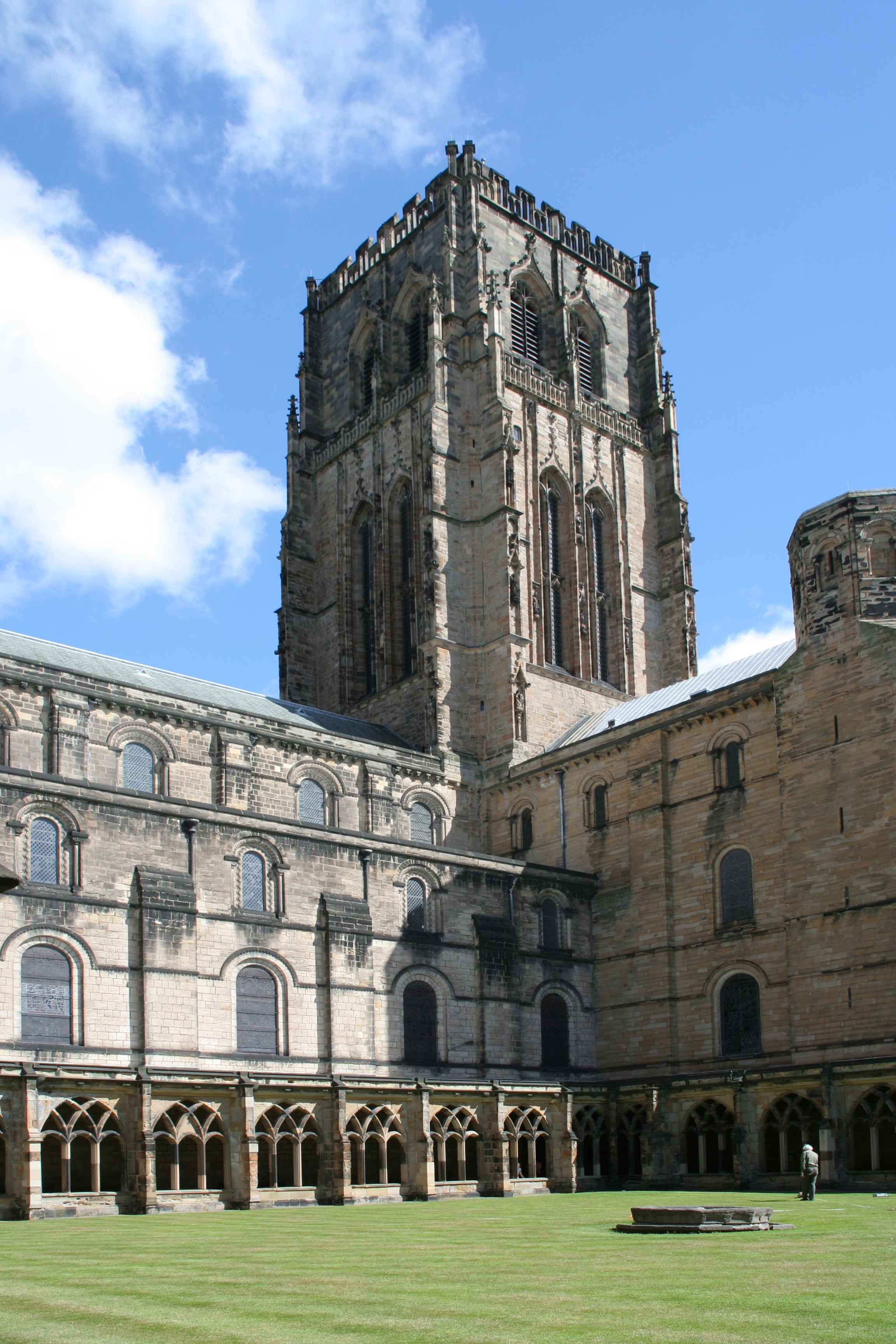
Kreuzgang, Vierungsturm

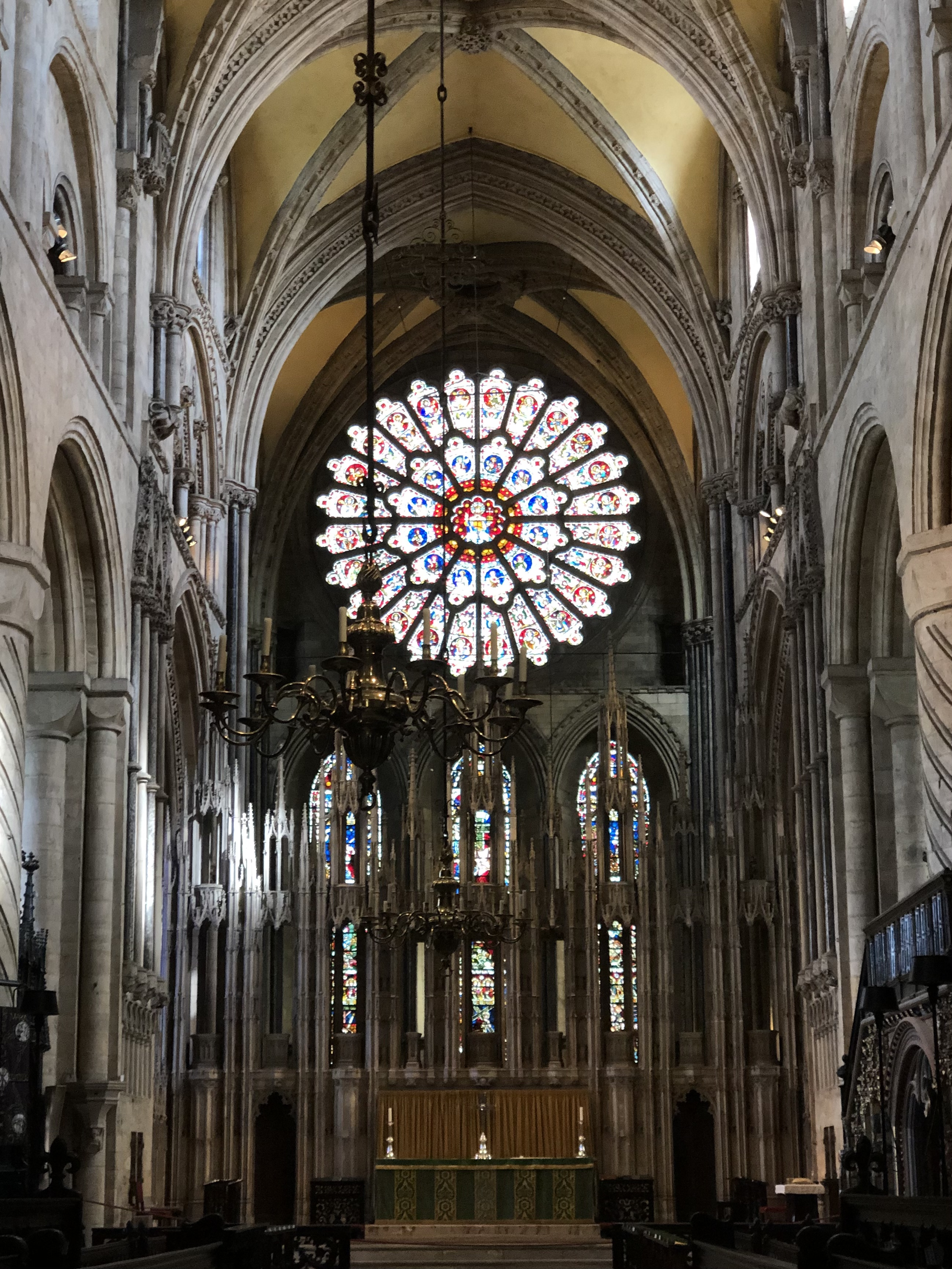
Chor mit gotischen Gewölben und Ostfenstern

1220 waren die frühgotischen Westtürme vollendet. Die Westfassade erhielt ein großes Stirnfenster.
Aus dem Jahr 1235 ist eine Urkunde überliefert, die den gefahrdrohenden Zustand der romanischen Gewölbe in der Apsis und dem Chor beschreibt. In den folgenden Jahren wurde über dem Mittelschiff des Chores ein Kreuzrippengewölbe mit gleicher Verzierung wie in den anderen Kirchenteilen eingezogen. Der romanische Chorabschluss wurde abgebrochen und 1242–1280 unter der Leitung von Richard of Farnham durch die Kapelle der neun Altäre ersetzt. Deren Hauptachse liegt quer zur Achse der Kathedrale in Nord-Süd-Richtung und der Boden tiefer als in der übrigen Kirche. Dadurch gewinnt die Kapelle zusätzlich an Höhe. Sie ist mit einer großen Rosette versehen, die ursprünglich aus dem 16. Jahrhundert stammt und im 18. Jahrhundert erneuert wurde. Der Grundriss des alten romanischen Chorabschlusses ist mit einem Bleistreifen im Boden nachgezeichnet.
Der heutige Kreuzgang wurde ab 1388 errichtet.
Der Hauptturm über der Vierung, durch Blitzschlag 1429 zerstört, wurde erst ab 1455 wieder aufgebaut. Das Sterngewölbe, das den Turmaufbau und den Kirchenraum trennt, wurde erst 1490 eingefügt. Der ehemals existierende Spitzhelm wurde nicht mehr errichtet. Der Turm ist heute 66 m hoch.

### Neuzeit
In der von Heinrich VIII. in England betriebenen Reformation wurden nach 1538 zahlreiche Ausstattungsstücke in einem ersten Bildersturm zerstört. 1539 löste der König auch das Benediktinerkloster in Durham auf. Um 1560 wurden die mittelalterlichen Wandmalereien, die alle Kirchenwände im Innern bedeckten, übertüncht und die figürlich gestalteten Bleiglasfenster zerstört.
Im englischen Bürgerkrieg wurde die Kathedrale 1650 als Lager für schottische Kriegsgefangene aus der Schlacht von Dunbar, die am 3. September 1650 stattfand, verwendet. Diese verfeuerten während ihrer Gefangenschaft die gesamte hölzerne Innenausstattung.
1870–1876 wurde die Kathedrale renoviert und zahlreiche noch heute sichtbare Veränderungen und Ergänzungen – vor allem hinsichtlich der Ausstattung – vorgenommen.

## Ausstattung

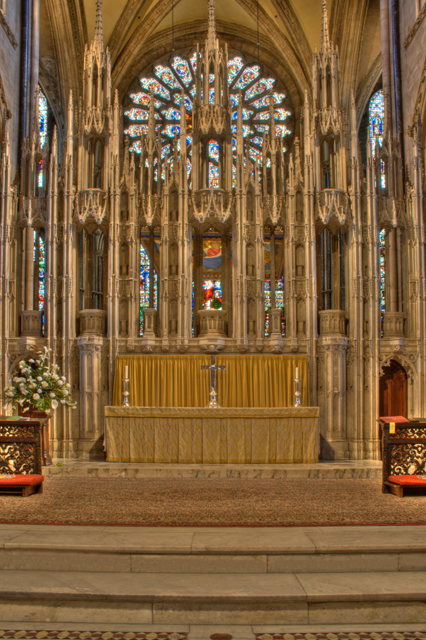
Hauptaltar

Die Kathedrale beherbergt den Schrein und die Schätze des Heiligen Cuthbert von Lindisfarne aus dem 7. Jahrhundert. Bischof Aldhun hatte die Reliquien 995 mit seinen Mönchen nach Durham gebracht und damit den damals unbekannten Ort zum Wallfahrtsort und Sitz des Bistums Bernicia gemacht, das bereits 635 gegründet worden war. Das Grab St. Cuthberts liegt im Osten der Kathedrale. Einst ein prunkvolles Monument aus Gold und grünem Marmor, wurde es 1538 im ersten Bildersturm der Reformation zerstört.
Weitere berühmte Reliquien in der Kathedrale sind die sterblichen Überreste des Beda Venerabilis sowie der Kopf St. Oswalds von Northumbria.
Die Kathedra, der Bischofsthron, mit der darunter liegenden Kapelle wurde unter dem Bischof Thomas Hatfield (1345–1381) errichtet. Er wird heute nur noch anlässlich der Amtseinführung eines neuen Bischofs benutzt.
Die Kapelle der neun Altäre wird vom Chor durch eine einer Chorschranke ähnlichen Wand getrennt, Neville Screen genannt, weil sie von Lord Neville gestiftet wurde. Errichtet wurde sie 1372–1380. Sie enthielt ursprünglich 107 vergoldete und bemalte Alabasterfiguren, die im Bildersturm abhandenkamen. In der Kapelle steht auch eine Statue William Van Milderts, des letzten Fürstbischofs (1826–1836) und treibenden Kraft bei der Gründung der University of Durham.
Die gesamte bunte Verglasung der Fenster stammt aus dem 19. und 20. Jahrhundert. Lesepult, Kanzel und der Boden im Chor wurden damals durch den Architekten George Gilbert Scott zugefügt. Das Chorgestühl stammt aus der Zeit um 1660.

## Orgel
Die Orgel geht zurück auf ein Instrument von Henry „Father“ Willis, das 1877 fertiggestellt war. Das Instrument hatte 55 Register und verfügte über eine hydraulische Windmaschine, die 1903 durch einen Gasmotor ersetzt wurde. 1935 wurde die Disposition auf 77 Register erweitert. 1970 wurde das Instrument erneut überarbeitet, mit elektropneumatischen Trakturen ausgestattet und die Disposition erweitert. Die Orgel wurde zuletzt von der Orgelbaufirma Harrison & Harrison überarbeitet. Das romantisch intonierte und disponierte Instrument ist auf zwei Standorte aufgeteilt, nördlich und südlich des Chores. Es hat 98 Register (5746 Pfeifen), verteilt auf sieben Werke, die von einem viermanualigen Spieltisch aus angesteuert werden.
| I Choir Organ C–a3   |        |
| Bourdon              | 16′    |
| Flauto Traverso      | 8′     |
| Gedeckt              | 8′     |
| Viole d’Amour        | 8′     |
| Gemshorn             | 4′     |
| Flauto Traverso      | 4′     |
| Stopped Flute        | 4′     |
| Nazard               | 2 ⁄3′  |
| Piccolo              | 2′     |
| Tierce               | 1 3⁄5′ |
| Dulciana Mixture III |        |
| Clarinet             | 8′     |
| Tremulant            |        |

| I Positive Organ C–a3 |       |
| Flute a Cheminée      | 8′    |
| Quintade              | 8′    |
| Prestant              | 4′    |
| Flute Ouverte         | 4′    |
| Doublette             | 2′    |
| Sesquialtera II       |       |
| Larigot               | 1 ⁄3′ |
| Octavin               | 1′    |
| Octave Tierce         | 4⁄5′  |
| Cymbale III           |       |
| Dulzian               | 16′   |
| Trompette             | 8′    |

| II Great Organ C–a3  |       |
| Double Open Diapason | 16′   |
| Contra Clarabella    | 16′   |
| Open Diapason I      | 8′    |
| Open Diapason II     | 8′    |
| Open Diapason III    | 8′    |
| Open Diapason IV     | 8′    |
| Gamba                | 8′    |
| Claribel Flute       | 8′    |
| Stopped Diapason     | 8′    |
| Octave               | 4′    |
| Principal            | 4′    |
| Harmonic Flute       | 4′    |
| Octave Quint         | 2 ⁄3′ |
| Super Octave         | 2′    |
| Mixture IV           |       |
| Scharf III           |       |
| Contra Posaune       | 16′   |
| Posaune              | 8′    |
| Clarion              | 4′    |

| III Swell Organ C–a3 |     |
| Double Diapason      | 16′ |
| Open Diapason I      | 8′  |
| Open Diapason II     | 8′  |
| Lieblich Gedeckt     | 8′  |
| Salicional           | 8′  |
| Vox Angelica         | 8′  |
| Principal            | 4′  |
| Harmonic Flute       | 4′  |
| Fifteenth            | 2′  |
| Mixture IV-V         |     |
| Oboe                 | 8′  |
| Vox Humana           | 8′  |
| Tremulant .          |     |
| Double Trumpet       | 16′ |
| Trumpet 8′           |     |
| Clarion              | 4′  |

| IV Solo Organ C–a3   |     |
| schwellbar           |     |
| Harmonic Flute       | 8′  |
| Concert Flute        | 4′  |
| Harmonic Piccolo     | 2′  |
| Contra Viola         | 16′ |
| Viole d’Orchestre    | 8′  |
| Viole Celeste        | 8′  |
| Viole Octaviante     | 4′  |
| Cornet de Violes III |     |
| Cor Anglais          | 16′ |
| Corno di Bassetto    | 8′  |
| Orchestral Oboe      | 8′  |
| Tremulant            |     |

| Fortsetzung      |    |
| French Horn      | 8′ |
| Orchestral Tuba  | 8′ |
| nicht schwellbar |    |
| Tuba             | 8′ |
| Tuba Clarion     | 4′ |

| Pedal C–f1       |     |
| Double Open Wood | 32′ |
| Open Wood I      | 16′ |
| Open Wood II     | 16′ |
| Open Diapason    | 16′ |
| Violone          | 16′ |
| Dulciana         | 16′ |
| Bourdon          | 16′ |
| Contra Viola     | 16′ |
| Octave Wood      | 8′  |
| Principal        | 8′  |
| Violoncello      | 8′  |
| Dulciana         | 8′  |
| Flute            | 8′  |

| Fortsetzung       |        |
| Twelfth           | 5 1⁄3′ |
| Super Octave Wood | 4′     |
| Fifteenth         | 4′     |
| Twenty Second     | 2′     |
| Mixture IV        |        |
| Double Ophicleide | 32′    |
| Double Trombone   | 32′    |
| Ophicleide        | 16′    |
| Trombone          | 16′    |
| Cor Anglais       | 16′    |
| Tromba            | 8′     |
| Cornett           | 4′     |

## Bedeutung
Die Kathedrale gilt als bedeutendstes Bauwerke des normannischen Stils, dessen ursprüngliche Form fast rein erhalten ist.

### Kirchliche Bedeutung
Die Bischöfe Durhams waren bis weit ins 19. Jahrhundert hinein einflussreiche und mächtige Fürstbischöfe. Heute ist die Kathedrale Sitz des anglikanischen Bischofs von Durham und Hauptkirche der Diözese Durham. Der Bischof ist in der Hierarchie der Church of England der vierthöchste Bischof. Die Ortseingangs- und Hinweisschilder des County Durham tragen heute die Unterschrift Land of the Prince Bishops (Land der Fürstbischöfe).

### Kunsthistorische Bedeutung
Berühmt geworden ist diese Kathedrale, weil in Teilen der Forschung angenommen wird, dass ab 1096 hier in der Geschichte der Architektur das erste Kreuzrippengewölbe entstanden ist, und zwar im südlichen Seitenschiff (etwa zeitgleich zu Sant’Ambrogio in Mailand). Die Fertigstellung des Gewölbes der östlichen Teile wird für das Jahr 1104 angenommen, die des Langhauses 1130. Das Kreuzrippengewölbe wird durch abwechselnd dienstbesetzte Kreuzpfeiler, hohe Rundpfeiler sowie flying buttress oder arc boutant genannte Strebebögen gestützt. Die Stützung durch die Strebepfeiler ermöglichte höhere Gebäude und öffnete gleichzeitig Raum für größere Fenster. Die Wandstruktur und ihr Gliederungssystem hängt eng mit der auf dem Festland verbreiteten Wandstruktur zusammen, entwickelt sie aber konsequent weiter. Die vertikalen Dienste setzen sich als Rippen in die Gewölbe fort, binden so die beiden gegenüber liegenden Wände zu einem übergreifenden Jochsystem zusammen – eine Technik der Gotik. Um kompliziertere Grundrisse zu gestalten, wurde von dem in der Romanik üblichen auf Quadraten und deren Vielfachen basierenden Grundrissen abgewichen, was im Bereich der Gewölbe und Strebebögen dazu führte, dass sie nicht mehr als einzelnes Kreissegment ausgeführt werden konnten. Vielmehr bestehen sie nun aus zwei Kreissegmenten, die mit weniger als einem Viertel eines Kreissegments zusammengefügt werden: Es entstehen Spitzbogen.
All diese Merkmale werden als Vorläufer der Gotik angesehen, die wenige Jahrzehnte später im Norden Frankreichs aufkam. Dennoch wird das Gebäude in seiner Gesamtheit der Romanik zugeordnet. Ob diese Einwölbung mit Spitzbogen der Beginn der Gotik ist, ist in der wissenschaftlichen Diskussion seit Längerem umstritten. Es gibt die Ansicht, dass diese Konstruktion zum ursprünglichen Bauplan gehörte, eine andere geht von einer ursprünglichen Holzdecke aus und dass das Gewölbe „ganz offenkundig nachträglich 1128/33 bis um 1160 auf die Konsolen über Emporen mit verdecktem Strebewerk eingehängt worden“ sei. Die gotische Mittelschiffwölbung sei erst 1120/30 in Caen bei St-Etienne erfunden worden. Weitere verhalten sich in der Diskussion eher neutral und sprechen vorsichtig von dem „ältesten englischen Großgewölbe“ und heben hervor, dass eine „Entwicklung aller Gewölbeglieder aus dem Wandrelief noch nicht konzipiert“ sei.
Interessanterweise blieb diese auch ästhetisch sehr wirkungsvolle Idee – sollte sie tatsächlich zu dem ursprünglichen Bestand gehören – in England selbst ohne Nachahmung, während auf dem Festland in der Kirche St-Étienne de Caen ähnliche Ideen weiter entwickelt werden. Das spricht eher für die These eines späteren Einbaus. In England haben die Mittelschiffe der romanischen Kathedralen und großen Abteikirchen in dieser Zeit hölzerne und Flachdecken. Erst zu Beginn der Gotik im Early English (1175–1260) entstehen hier Rippengewölbe.

### Welterbe
Im Jahr 1986 wurde die Kathedrale zusammen mit der benachbarten Castle von der UNESCO zum Welterbe der Menschheit erklärt. Die Begründung lautete: “Durham Cathedral is the largest and most perfect monument of ‘Norman’ style architecture in England” (deutsch: „Die Durham Cathedral ist das größte und perfekteste Monument normannischer Architektur in England“).

## Wissenswert
Die Kathedrale diente für die Harry-Potter-Filme als Drehort von Hogwarts (s. auch Kathedrale von Gloucester), sowie als Drehort für die Filme Elizabeth und Avengers: Endgame.
Im September 2009 präsentierte dort der britische Musiker Sting bei einem exklusiven Konzert sein neues Album „If on a Winter’s Night…“ dem Publikum.
Der Vierungsturm ist zugänglich und bietet einen schönen Blick über Durham und die angrenzende Umgebung.